# Scarthyla
Scarthyla là một chi động vật lưỡng cư trong họ Nhái bén, thuộc bộ Anura.

## Các loài
Chi này có 2 loài và không bị đe dọa tuyệt chủng.
- Scarthyla goinorum (Bokermann, 1962)
- Scarthyla vigilans (Solano, 1971)